# Paraona fukiensis
Paraona fukiensis là một loài bướm đêm thuộc phân họ Arctiinae, họ Erebidae.